# Michel Lavoie
Pour les articles homonymes, voir Lavoie.
Michel Lavoie est un essayiste et professeur. Son livre C'est ma seigneurie que je réclame : la lutte des Hurons de Lorette pour la seigneurie de Sillery, 1650-1900 a remporté le prix du Gouverneur général : études et essais de langue française en 2010.
Il est professeur associé au Département d'histoire de la Faculté des lettres et des sciences humaines de l'Université de Sherbrooke. Il a été directeur de la revue Recherches amérindiennes au Québec de 2005 à 2010. Il est également consultant en histoire.

## Prix et nominations
- 2010 - Prix littéraire du Gouverneur général du Canada, études et essais, pour C'est ma seigneurie que je réclame : la lutte des Hurons de Lorette pour la seigneurie de Sillery, 1650-1900

## Œuvres
- C'est ma seigneurie que je réclame : la lutte des Hurons de Lorette pour la seigneurie de Sillery, 1650-1900, Boréal, 2010
- L'impasse amérindienne: trois commissions d'enquête à l'origine d'une politique de tutelle et d'assimilation, 1828-1858, Septentrion, 2010